# Canosa Sannita
Canosa Sannita è un comune italiano di 1 211 abitanti della provincia di Chieti in Abruzzo.
Il comune fa parte dell'Unione dei comuni della Marrucina ed intrattiene relazioni con il quartiere di Möhringen (Stoccarda, in Germania). Aderisce inoltre all'associazione "Città del vino d'Abruzzo", che comprende venti comuni abruzzesi, e al "Patto territoriale chietino-ortonese" per l'occupazione e lo sviluppo integrato del territorio.

## Geografia fisica
Canosa Sannita è collocata su una modesta altura tra le valli dei torrenti Venna e Sant'Onofrio, tra il massiccio della Maiella e il mare Adriatico.
Il clima è temperato e mediterraneo e il territorio ospita volpi, fagiani, ricci e tassi.

## Storia
Nel IX secolo sono citate due fare di pertinenza della chiesa di San Silvestro, di proprietà del nobile longobardo Maione. Questi possedimenti saranno quindi ceduti all'abbazia di Montecassino.
L'insediamento di Canosa è citato nel IX secolo tra i possedimenti abbaziali e fu quindi donato nel 1113 al vescovo di Chieti.
Nel XIII secolo viene ricordato il castello, in possesso di Guglielmo di San Giuliano, "giustiziere d'Abruzzo" e fedele al re Manfredi, che vi pose una guarnigione comandata dal capitano Roano. Il castello passò in seguito nelle mani del "vicesecreto" d'Abruzzo ed è ricordato in un documento del re Carlo d'Angiò, al comando del capitano di Lanciano Roberto Morello. Feudatari del castello nei secoli successivi furono Riccardo di Sant'Apollinare e Gentile di Lettomanoppello. Il feudo era suddiviso in otto "frazionamenti", a ciascuno dei quali era a capo un signore.
Nel 1531 Canosa passò sotto Emanuel de Vega, in seguito alla ribellione di Lanciano, al quale apparteneva il feudo, contro l'imperatore Carlo V. Nel 1533 Alfonso Roderigo governava i castelli di Ari, Arielli e Canosa. In quell'epoca era attiva a Canosa la produzione artigianale di macine da mulino. Il feudo si trovava al confine tra i territori delle diocesi di Ortona e di Lanciano (attualmente riunite nell'arcidiocesi di Lanciano-Ortona), che se ne contesero la gestione. Nel 1625 il feudo passò alla famiglia Valignani e quindi ai Celaya: i mariti delle numerose figlie della famiglia esercitarono il dominio sui frazionamenti del territorio canosino.
Dopo l'abolizione della feudalità nel 1806, Canosa partecipò alle vicende risorgimentali. Con l'annessione al Regno d'Italia nel 1861 aggiunse al nome di "Canosa" l'epiteto di "Sannita", per distinguersi da Canosa di Puglia, e fu interessata dal fenomeno del brigantaggio: si ricorda la presenza nel territorio del brigante Nunziato Mecola.
A partire dal 1862 Canosa fu uno dei monti frumentari, istituzioni di prestito di grano e cereali per i paesi vicini, che assisteva circa trecento persone.
Durante il Novecento il paese fu gravemente segnato dalle vicende della Seconda guerra mondiale. Verso la fine del 1943 Canosa fu bombardata dagli alleati e dai nazisti in fuga da Ortona, e ciò fece perdere quasi completamente le tracce del centro storico inglobato attorno ad un castello. Infatti oggi restano poche mura medievali e la chiesa parrocchiale ricostruita.
Attualmente Canosa è rinomata per la produzione di vino ed olio di oliva assieme a Tollo.

## Monumenti e luoghi d'interesse
Canosa oggi si presenta come in centri o moderno a causa dei danni inferti dai tedeschi durante la guerra. Alla stessa maniera della vicina Tollo, Canosa vecchia si erge su un colle a strapiombo nella vallata del fiume Arielli, il colle antico da via Discesa dei Mulini aveva il castello, poi trasformato nella vecchia parrocchia di San Filippo Apostolo, circondata da vecchie case a un piano, oggi scomparse.
Da piazza Indipendenza parte, come a Tollo, il corso sviluppatosi nel Novecento, via Vittorio Emanuele (via Roma a Tollo), con i palazzi in stile umbertino, tra cui palazzo del Municipio, e in via Roma il palazzo dei Conti Martucci, del XVIII secolo. La guerra ha provocato numerosi danni alla vecchia Canosa, che si è sempre più sviluppata verso la strada statale Marrucina.
- La chiesa di San Filippo e Giacomo. Unica chiesa di Canosa, si trova in piazza Indipendenza. La chiesa attuale è una ricostruzione in stile neoromanico della vecchia parrocchia di San Filippo del XVIII secolo, distrutta nel 1943-44. In foto storiche, la chiesa si presentava in stile rozzo tardo barocco con facciata neoclassica a timpano triangolare con al centro un finestrone, e un portale affiancato da due nicchie cieche. Il campanile laterale era a torre.

Nella fabbrica attuale, il campanile è staccato dal resto della chiesa e ha forma quadrangolare, mentre tre piccole monofore si aprono su un prospetto della torre campanaria, delle finestre ad arco a sesto acuto si aprono nella cella campanaria, un cuspide piramidale fa da tettoia alla torre. Il portale della chiesa, posto sulla facciata principale è strombato con ai lati delle cornici marcapiano. All'interno della strombatura oltre il portale squadrato vi è una lunetta. Un'altra cornice marcapiano è posta sopra l'arco superiore della strombatura, quest'ultima cornice marcapiano sorregge un colonnato che sorregge degli archetti a tutto sesto al cui interno vi è un loggiato. Il corpo centrale è sovrastato da una finta cupola cilindrica a coronamento orizzontale sormontato da tamburo con tettoia a calotta semisferica sorreggente un crocifisso. Il campanile e gran parte della chiesa sono fatti in laterizio eccetto alcune decorazioni, tra cui le cornici marcapiano e le colonne del loggiato in marmo.
- Museo della Guerra e della Pace. Si trova presso il settecentesco palazzo Martucci. Contiene reperti di guerra rinvenuti dopo lo scontro del 1943 con i nazisti.
- Poco fuori dal paese si trovano le "Chicurummelle", grotte naturali utilizzate come nascondiglio dai briganti.
- Nel bosco della frazione Moggio esiste la chiesa della Santissima Addolorata, luogo di pellegrinaggio per i dintorni nella prima settimana di settembre.

## Società

### Evoluzione demografica
Abitanti censiti

## Cultura
La festa patronale si svolge il 1º maggio in onore dei santi Filippo e Giacomo; viene venerato anche san Rocco, la cui festa è celebrata nella domenica successiva al 16 agosto.
La prima domenica di settembre in contrada S.Maria d'Orni si festeggia Maria SS. Addolorata.
Ogni anno, in occasione della ricorrenza di sant'Antonio, sfilano i "carri di Sant'Antonio " per le vie del paese. Durante la festa, dopo la messa si può assistere alla rappresentazione de "Lu Sant'Antojie" e alla vendita dei taralli benedetti.
Il centro del paese ospita nello storico Palazzo Martucci il "Museo della guerra per la pace", che raccoglie circa mille oggetti di interesse storico inerenti alle due guerre.

## Economia
L'economia si basa sul settore agricolo: vini DOC di Montepulciano d'Abruzzo e di Trebbiano d'Abruzzo  (16.000 tonnellate), olio (800 tonnellate) e frutta. Esiste anche una discreta produzione artigianale.
Il turismo è invece fiorente nel periodo estivo.

## Amministrazione
| Periodo        | Periodo        | Primo cittadino  | Partito                         | Carica  | Note          |
| -------------- | -------------- | ---------------- | ------------------------------- | ------- | ------------- |
| 23 aprile 1995 | 13 giugno 1999 | Camillo La Barba | Lista civica di Centro-sinistra | Sindaco | [ 14 ]        |
| 14 giugno 1999 | 7 giugno 2009  | Aldo Nanni       | Lista civica                    | Sindaco | [ 15 ] [ 16 ] |
| 8 giugno 2009  | 25 maggio 2014 | Lorenzo Di Sario | Lista civica Siamo Canosa       | Sindaco | [ 17 ]        |
| 25 maggio 2014 | 26 maggio 2019 | Lorenzo Di Sario | Lista civica Siamo Canosa       | Sindaco | [ 17 ]        |
| 26 maggio 2019 | 9 giugno 2024  | Lorenzo Di Sario | Lista civica Siamo Canosa       | Sindaco | [ 17 ]        |
| 9 giugno 2024  | in carica      | Costanza Berardi | Lista civica Impegno comune     | Sindaco | [ 17 ]        |

Ha fatto parte dell'Unione dei comuni della Marrucina fino allo scioglimento dell'ente, nel 2012.